# Intégration par parties
Pour les articles homonymes, voir IPP.
En mathématiques, l'intégration par parties (parfois abrégée en IPP) est une méthode qui permet de transformer l'intégrale d'un produit de fonctions en d'autres intégrales. Elle est fréquemment utilisée pour calculer une intégrale (ou une primitive) d'un produit de fonctions. Cette formule peut être considérée comme une version intégrale de la règle du produit.
Le mathématicien Brook Taylor a découvert l'intégration par parties, publiant d'abord l'idée en 1715. Des formulations plus générales d'intégration par parties existent pour l'intégrale de Riemann-Stieltjes et pour l'intégrale de Lebesgue-Stieltjes. L'analogue discret pour les suites est appelé sommation par parties.

## Énoncé type
La formule-type est la suivante, où {\displaystyle u} et {\displaystyle v} sont deux fonctions dérivables, de dérivées continues et a et b deux réels de leur intervalle de définition :
{\displaystyle {\begin{aligned}\int _{a}^{b}u(x)v'(x)\,dx&={\Big [}u(x)v(x){\Big ]}_{a}^{b}-\int _{a}^{b}u'(x)v(x)\,dx\\&=u(b)v(b)-u(a)v(a)-\int _{a}^{b}u'(x)v(x)\,dx.\end{aligned}}}.
ou encore, puisque {\displaystyle u'(x)\,\mathrm {d} x} et {\displaystyle v'(x)\,\mathrm {d} x} sont respectivement les différentielles de {\displaystyle u} et de {\displaystyle v} :
{\displaystyle \int _{a}^{b}u\,\mathrm {d} v=[uv]_{a}^{b}-\int _{a}^{b}v\,\mathrm {d} u}.
Dans un cas discret où les fonctions sont remplacées par des séries, il s'agit de sommation par parties.

## Choix des fonctions du produit
L'un des deux choix possibles pour les fonctions {\displaystyle u} et {\displaystyle v'} peut s'avérer meilleur que l'autre.
{\displaystyle I=\int _{1}^{2}x\ln x\,\mathrm {d} x}.
Si l'on choisit {\displaystyle u=\ln } et {\displaystyle v'(x)=x}, on a {\displaystyle u'(x)={\frac {1}{x}}} et l'on peut prendre {\displaystyle v(x)={\frac {x^{2}}{2}}}, d'où :
{\displaystyle I=\int _{1}^{2}x\ln x\,\mathrm {d} x=\left[{\frac {x^{2}}{2}}\ln x\right]_{1}^{2}-{\frac {1}{2}}\int _{1}^{2}x\,\mathrm {d} x=\left[{\frac {x^{2}}{2}}\ln x\right]_{1}^{2}-{\frac {1}{2}}\left[{\frac {x^{2}}{2}}\right]_{1}^{2}}.
En revanche, si l'on choisit {\displaystyle u(x)=x} et {\displaystyle v'(x)=\ln }, on a {\displaystyle u'(x)=1} et l'on peut prendre {\displaystyle v(x)=x\ln x-x}, d'où :
{\displaystyle I=\int _{1}^{2}x\ln x\,\mathrm {d} x=\left[x(x\ln x-x)\right]_{1}^{2}-\int _{1}^{2}(x\ln x-x)\,\mathrm {d} x}.
On constate immédiatement que cette intégrale est plus compliquée que l'intégrale initiale, elle s'y ramène cependant puisque {\displaystyle \int _{1}^{2}(x\ln x-x)\,\mathrm {d} x=I-3/2}.
Il existe également un moyen mnémotechnique permettant de connaitre l'ordre préférable des fonctions à dériver (à choisir en  {\displaystyle u(x)} pour les notations de cet article), ALPES :
A pour Arccos, Arcsin et Arctan (à dériver en priorité), L pour le logarithme (ln et log), P pour les polynômes, E pour les fonctions exponentielles (exp) et S pour les fonctions trigonométriques (sin, cos et tan, à dériver en dernier recours).

## Exemples
- Effectuons le calcul de{\displaystyle \int _{0}^{\frac {\pi }{3}}x\cos x\,\mathrm {d} x}grâce à une intégration par parties.
Pour cela, posons u(x) = x, de telle sorte que u'  = 1, et v'  = cos, de telle sorte que v = sin, par exemple (c.-à-d. à une constante additive près, qui de toutes façons disparaîtrait au cours des calculs intermédiaires). Il vient :
{\displaystyle {\begin{aligned}\int _{0}^{\frac {\pi }{3}}x\cos x\,\mathrm {d} x&=\left[u(x)v(x)\right]_{0}^{\frac {\pi }{3}}-\int _{0}^{\frac {\pi }{3}}u'(x)v(x)\,\mathrm {d} x\\&=\left[x\sin x\right]_{0}^{\frac {\pi }{3}}-\int _{0}^{\frac {\pi }{3}}\sin(x)\,\mathrm {d} x\\&={\frac {\pi {\sqrt {3}}}{6}}+\left[\cos x\right]_{0}^{\frac {\pi }{3}}\\&={\frac {\pi {\sqrt {3}}}{6}}-{\frac {1}{2}}.\end{aligned}}}
- Il s'agit de la méthode classique[2] pour trouver une primitive du logarithme naturel :{\displaystyle \int _{\mathrm {e} }^{x}\ln t\,\mathrm {d} t=x\ln x-x}.
- Une intégration par parties sur une intégrale impropre permet d'établir l'équation fonctionnelle de la fonction gamma.
- Une double intégration par parties (l'intégrale obtenue par l'application de la formule se calcule elle aussi par une nouvelle intégration par parties) permet par exemple de montrer[2] que{\displaystyle \int \mathrm {e} ^{x}\sin x\,\mathrm {d} x={\frac {\mathrm {e} ^{x}\left(\sin x-\cos x\right)}{2}}+C}et de même,{\displaystyle \int \mathrm {e} ^{x}\cos x\,\mathrm {d} x={\frac {\mathrm {e} ^{x}\left(\sin x+\cos x\right)}{2}}+C},où le réel C est une constante d'intégration.

## Intégration par parties tabulaire
Cette méthode également nommée « DI method » en anglais consiste à tracer un tableau avec trois colonnes, une colonne de signes + et - alternés, une colonne D et une colonne I, avec dans la colonne D des dérivations successives et dans la colonne I des intégrations successives. Cette méthode se base sur l'intégration par parties, et est surtout utile lorsqu'il s'agit de réaliser des intégrations par parties successives. Elle est présentée dans le livre de Thomas et Finney, ainsi que dans un papier librement accessible. Cette méthode est censée réduire les erreurs et réduire les étapes de calcul. Il y a 3 critères d'arrêts : soit une ligne du tableau comporte un 0, soit une ligne du tableau est identique à la première ligne (à des facteurs numériques près), soit le produit d'une ligne du tableau est facilement intégrable.
Les produits s'effectuent suivant une diagonale. Ainsi, pour intégrer {\displaystyle x\mapsto x^{3}\cos x}, on peut construire le tableau suivant :
| Étapes | +/- | Dérivées (D)           | Primitives (I)          |  | Produits                       |
| ------ | --- | ---------------------- | ----------------------- |  | ------------------------------ |
| 0      |     | {\displaystyle x^{3}}  | {\displaystyle \cos x}  |  |                                |
| 1      | −   | {\displaystyle 3x^{2}} | {\displaystyle \sin x}  |  | {\displaystyle x^{3}\sin(x)}   |
| 2      | +   | {\displaystyle 6x}     | {\displaystyle -\cos x} |  | {\displaystyle +3x^{2}\cos(x)} |
| 3      | −   | {\displaystyle 6}      | {\displaystyle -\sin x} |  | {\displaystyle -6x\sin(x)}     |
| 4      | +   | {\displaystyle 0}      | {\displaystyle \cos x}  |  | {\displaystyle -6\cos(x)}      |

{\displaystyle \int x^{3}\cos x\,\mathrm {d} x=x^{3}\sin(x)+3x^{2}\cos(x)-6x\sin(x)-6\cos(x)+C}

Un même type de tableau peut s'utiliser pour une intégration par parties qui boucle :
| Étapes | +/- | Dérivées                           | Primitives              |  | Produits                                               |
| ------ | --- | ---------------------------------- | ----------------------- |  | ------------------------------------------------------ |
| 0      |     | {\displaystyle \mathrm {e} ^{2x}}  | {\displaystyle \cos x}  |  |                                                        |
| 1      | −   | {\displaystyle \mathrm {2} e^{2x}} | {\displaystyle \sin x}  |  | {\displaystyle \mathrm {e} ^{2x}\sin(x)}               |
| 2      | +   | {\displaystyle \mathrm {4} e^{2x}} | {\displaystyle -\cos x} |  | {\displaystyle +\mathrm {2} e^{2x}\cos(x)} (ça boucle) |

- {\displaystyle \int \mathrm {e} ^{2x}\cos x\,\mathrm {d} x=\mathrm {e} ^{2x}\sin(x)+\mathrm {2} e^{2x}\cos(x)+\int -\mathrm {4} e^{2x}\cos(x)\,\mathrm {d} x}
- {\displaystyle 5\int \mathrm {e} ^{2x}\cos x\,\mathrm {d} x=\mathrm {e} ^{2x}\sin(x)+\mathrm {2} e^{2x}\cos(x)+C}

## Généralisations
- On peut étendre ce théorème aux fonctions continues et de classe C1 par morceaux sur le segment d'intégration (mais la continuité est indispensable).
- Plus généralement, si u et v sont n fois différentiables et si leurs dérivées n-ièmes sont réglées, on dispose de la « formule d'intégration par parties d'ordre n »[6] :
{\displaystyle \int _{a}^{b}u(x)v^{(n)}(x)\,\mathrm {d} x=\left[\sum _{k=0}^{n-1}(-1)^{k}u^{(k)}v^{(n-k-1)}\right]_{a}^{b}+(-1)^{n}\int _{a}^{b}u^{(n)}(x)v(x)\,\mathrm {d} x}.
- Si, sur [a, b], u est absolument continue et g est intégrable, alors

{\displaystyle \int _{a}^{b}ug=[uv]_{a}^{b}-\int _{a}^{b}u'v},
pour toute fonction v telle que
{\displaystyle \forall x\in [a,b]\quad v(x)=v(a)+\int _{a}^{x}g}.
La démonstration est essentiellement la même que ci-dessus, avec des dérivées définies seulement presque partout et en utilisant l'absolue continuité de v et uv.

## Formules d'intégrations par parties à plusieurs variables
L'intégration par parties peut être étendue aux fonctions de plusieurs variables en appliquant une version appropriée du théorème fondamentale de l'analyse (par exemple une conséquence du théorème de Stokes comme le théorème du gradient ou le théorème de la divergence) à une opération généralisant la règle de dérivation d'un produit.
Il existe donc de nombreuses versions d'intégrations par parties concernant les fonctions à plusieurs variables, pouvant faire intervenir des fonctions à valeurs scalaires ou bien des fonctions à valeurs vectorielles.
Certaines de ces intégrations par parties sont appelées identités de Green.

### Un exemple faisant intervenir la divergence
Par exemple, si u est à valeurs scalaires et V à valeurs vectorielles et toutes deux sont régulières, on a la règle de la divergence d'un produit
{\displaystyle \operatorname {div} (u\,\mathbf {V} )=u\,\operatorname {div} \mathbf {V} +\operatorname {grad} u\cdot \mathbf {V} .}
Soit {\displaystyle \Omega } un ouvert de {\displaystyle \mathbb {R} ^{d}} qui est borné et dont la frontière {\displaystyle \Gamma =\partial \Omega } est lisse par morceaux. Appliquer le théorème de la divergence donne:
{\displaystyle \int _{\Gamma }u\,\mathbf {V} \cdot \mathbf {n} \,\mathrm {d} \Gamma =\int _{\Omega }\operatorname {div} (u\,\mathbf {V} )\,\mathrm {d} \Omega =\int _{\Omega }u\,\operatorname {div} \mathbf {V} \,\mathrm {d} \Omega +\int _{\Omega }\operatorname {grad} u\cdot \mathbf {V} \,\mathrm {d} \Omega },
où n est la normale sortante unitaire à {\displaystyle \Gamma }. On a donc
{\displaystyle \int _{\Omega }u\,\operatorname {div} (\mathbf {V} )\,\mathrm {d} \Omega =\int _{\Gamma }u\,\mathbf {V} \cdot \mathbf {n} \,\mathrm {d} \Gamma -\int _{\Omega }\operatorname {grad} (u)\cdot \mathbf {V} \,\mathrm {d} \Omega }.
On peut donner des hypothèses plus faibles: la frontière peut être seulement lipschitzienne et les fonctions u et V appartenir aux espaces de Sobolev {\displaystyle H^{1}(\Omega )} et {\displaystyle H^{1}(\Omega )^{d}}

### Première identité de Green
Soit {\displaystyle \left(e_{1},e_{2},\ldots ,e_{d}\right)} la base canonique de {\displaystyle \mathbb {R} ^{d}}. En appliquant la formule d'intégration par parties ci-dessus à ui et v ei où u et v sont des fonctions scalaires régulières, on obtient une nouvelle formule d'intégration par parties
{\displaystyle \int _{\Omega }u\,{\frac {\partial v}{\partial x_{i}}}\,\mathrm {d} \Omega =\int _{\Gamma }u\,v\,n_{i}\,\mathrm {d} \Gamma -\int _{\Omega }{\frac {\partial u}{\partial x_{i}}}\,v\,\mathrm {d} \Omega },
où n = (n1,....,nd).
Considérons maintenant un champ de vecteurs régulier 
{\displaystyle \mathbf {U} =u_{1}\mathbf {e} _{1}+\cdots +u_{n}\mathbf {e} _{n}}
En appliquant la formule d'intégration par parties ci-dessus à ui et v ei et en sommant sur i, on obtient encore une nouvelle formule d'intégration par parties
{\displaystyle \int _{\Omega }\mathbf {U} \cdot \operatorname {grad} v\,\mathrm {d} \Omega =\int _{\Gamma }v\,\mathbf {U} \cdot \mathbf {n} \,\mathrm {d} \Gamma -\int _{\Omega }v\,\operatorname {div} \mathbf {U} \,\mathrm {d} \Omega }.
La formule correspondante au cas où U dérive d'un potentiel u régulier:
{\displaystyle \mathbf {U} =\operatorname {grad} u},
est appelée première identité de Green :
{\displaystyle \int _{\Omega }\operatorname {grad} u\cdot \operatorname {grad} v\,\mathrm {d} \Omega =\int _{\Gamma }v\,\operatorname {grad} u\cdot \mathbf {n} \,\mathrm {d} \Gamma -\int _{\Omega }v\,\Delta u\,\mathrm {d} \Omega }.